# لمزفورد، ساسکاچوان
لمزفورد، ساسکاچوان (به انگلیسی: Lemsford, Saskatchewan) یک منطقهٔ مسکونی در کانادا است که در ساسکاچوان واقع شده‌است.